# Liste der Baudenkmäler in Bad Kötzting

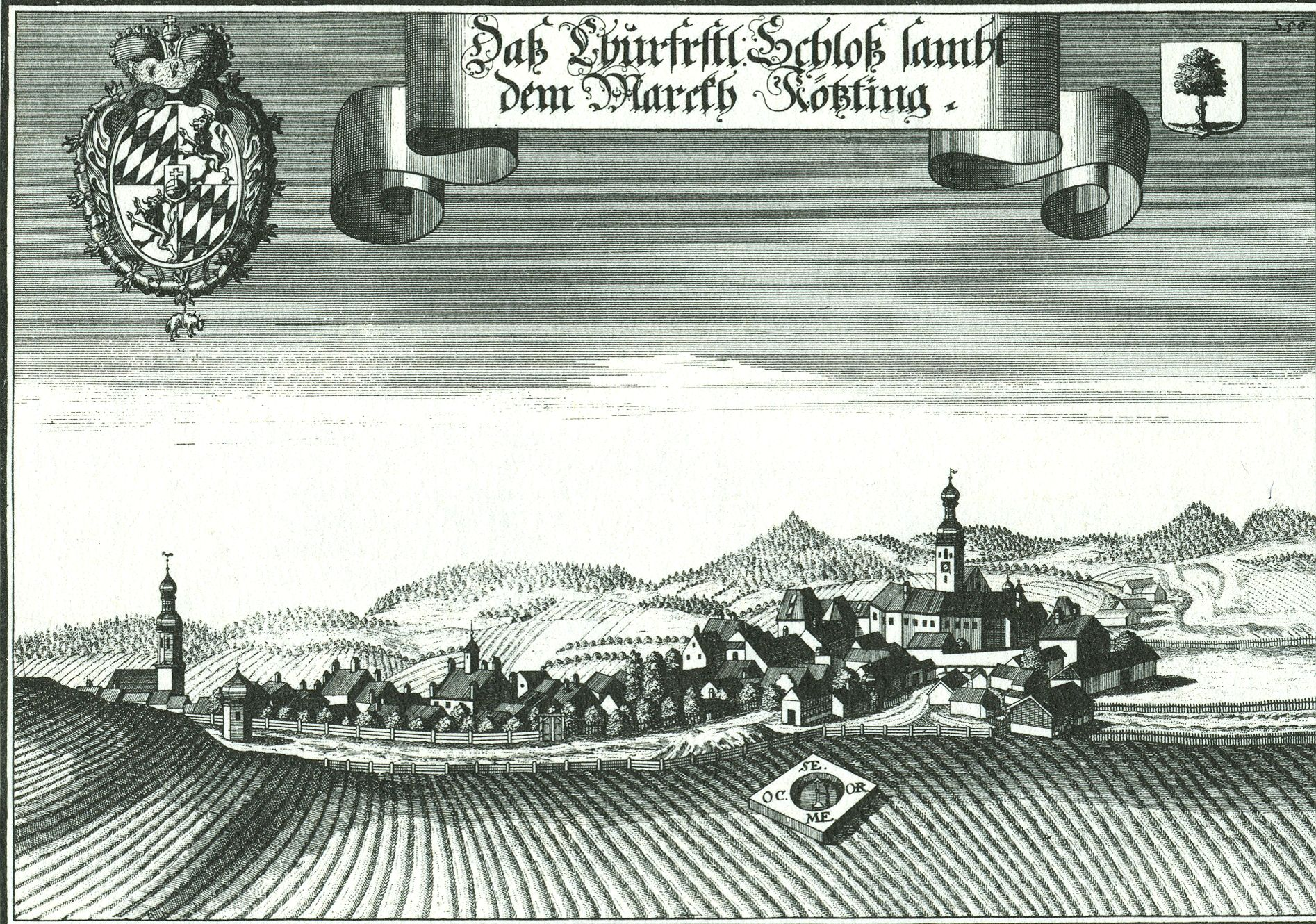
Wening: Kötzting, Schloss und Markt

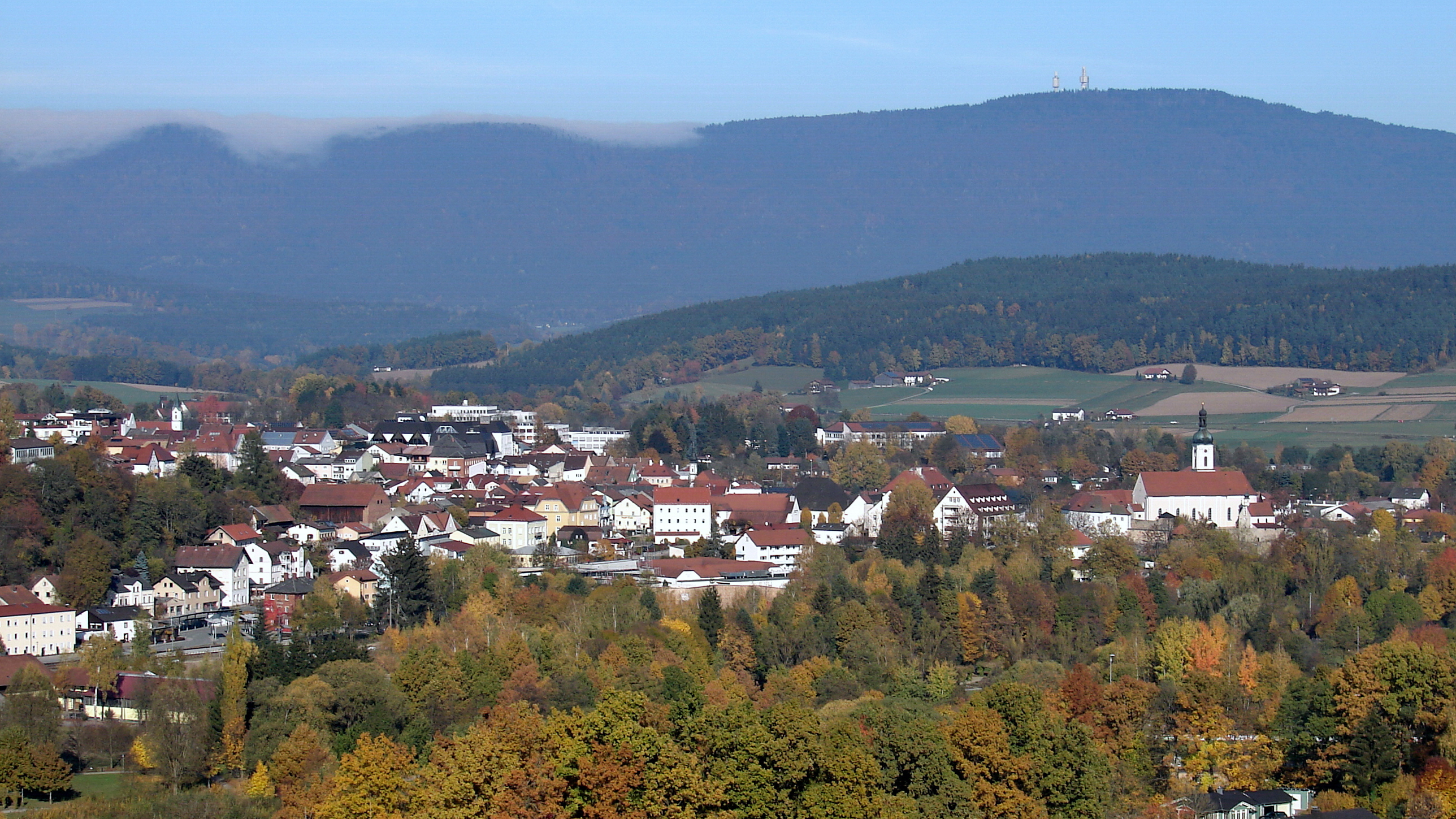
Bad Kötzting – Panoramaansicht

Auf dieser Seite sind die Baudenkmäler in der Oberpfälzer Stadt Bad Kötzting zusammengestellt. Diese Tabelle ist eine Teilliste der Liste der Baudenkmäler in Bayern. Grundlage ist die Bayerische Denkmalliste, die auf Basis des Bayerischen Denkmalschutzgesetzes vom 1. Oktober 1973 erstmals erstellt wurde und seither durch das Bayerische Landesamt für Denkmalpflege geführt wird. Die folgenden Angaben ersetzen nicht die rechtsverbindliche Auskunft der Denkmalschutzbehörde.

## Ensembles

### Ensemble Weiler Leckern
Als einzigartiges Beispiel eines Talweilers mit malerischen Satteldach-Blockbauten wird Leckern heute noch voll landwirtschaftlich betrieben. 
Die bestehenden drei großen Anwesen Haus Nummer 1, 3, 4 (heute Leckern 45, 47, 51) reichen bis zum Gründungszeitraum zwischen 11. und 13. Jahrhundert zurück, in dem die Grafen von Bogen das Gebiet am Kaitersbach roden ließen, nachdem die vom Kloster Metten ausgegangene erste Siedlungsperiode des 9. Jahrhunderts nicht so weit nach Norden vorgedrungen war. Die zugehörigen drei Ausnahmshäuser waren in einer Aufzeichnung des 18. Jahrhunderts noch nicht vorhanden, entstanden also erst im 19. Jahrhundert als Ausdruck des neuen Eigentumsverständnisses und Übergabemodus nach Ablösung der alten Herrschaftsform. 
Die Funktionsvielfalt des Weilers belegen neben Getreidekasten und Backofen auch ein Mühlen- und Sägewerk bei Haus Nummer 1 (heute Leckern 51), der Leckernermühle, seit 1752 bezeichnet als Radlmühle, mit einer kanalisierten Umleitung des Kaitersbaches, heute für einen Generator benützt. 
Der Zustand des Ensembles entspricht mit Ausnahme der Kapelle und des um die Jahrhundertwende an einem etwas südlicheren Platz gebauten Hauses Nr. 4 (heute Leckern 46) dem des mittleren 19. Jahrhunderts. Das alte freigewordene Haus Nummer 4 (heute Leckern 45) wurde nicht abgetragen, sondern später als Ausnahmshaus Nr. 3/2 zu Haus Nummer 3 (heute Leckern 47) gegeben. Die Ost-West-Richtung sämtlicher Anwesen lässt Ordnungswillen gemäß der traditionellen Orientierung erkennen.
Aktennummer: E-3-72-137-1

## Baudenkmäler nach Ortsteilen

### Bad Kötzting
| Lage                              | Objekt                                                          | Beschreibung | Akten-Nr.              | Bild           |
| --------------------------------- | --------------------------------------------------------------- | --- | ---------------------- | -------------- |
| Bahnhofstraße (Standort)          | Kriegerdenkmal                                                  | Löwe auf gestuftem Sockel mit Inschriften, Reliefs und dorisierenden Stirnpfeilern, Granit, 1912 | D-3-72-137-2 Wikidata  | BW             |
| Bahnhofstraße 3 (Standort)        | Ehemaliges Rentamtsgebäude, heute Finanzamt                     | Dreigeschossiger Halbwalmdachbau mit Erkerturm und abgesetztem Erdgeschoss, um 1910 | D-3-72-137-1 Wikidata  | BW             |
| Bahnhofstraße 16 (Standort)       | Figur des heiligen Johannes Nepomuk                             | Auf Inschriftsockel, Granit, spätbarock, bezeichnet mit „1769“ | D-3-72-137-3 Wikidata  | BW             |
| Herrenstraße 5 (Standort)         | Ehemaliges Landratsamt, jetzt Rathaus                           | Dreigeschossiger Walmdachbau und zwei Flacherkern, bezeichnet mit „1913“; mit Ausstattung | D-3-72-137-6 Wikidata  | weitere Bilder |
| Herrenstraße 7 (Standort)         | Ehemaliges Amtsgericht                                          | Zweigeschossiger Walmdachbau mit Mittelrisalit und Werksteingliederungen, spätklassizistisch, 1871/73 | D-3-72-137-7 Wikidata  | BW             |
| Herrenstraße 9, 11 (Standort)     | Sogenannte Kirchenburg, ehemaliges Pflegschloss, jetzt Pfarrhof | Randhausburg, dreigeschossiger Walmdachbau mit halbrundem Turm und Eckturm der Burg, um 1459 Pfarrhof, dreigeschossiger Walmdachbau mit Tordurchfahrt, bezeichnet mit „1459“ und „1551“ Innerer Mauerring, Granitbruchstein, 15. Jahrhundert Äußerer Mauerring mit Schalenturm, Granitbruchstein, 15. Jahrhundert Sogenannter Hungerturm, dreigeschossiger und rechteckiger Mauerturm mit Walmdach, 15. Jahrhundert, mit späteren Veränderungen Grabenfuttermauer, Bruchstein, 15. Jahrhundert | D-3-72-137-8 Wikidata  | weitere Bilder |
| Herrenstraße 10 (Standort)        | Brauereigasthof Zur Post                                        | Zweigeschossiger Walmdachbau mit rustiziertem Erdgeschoss und Putzgliederungen, neubarock, modern bezeichnet mit „1869“, im Kern älter Ehemaliger Stadel, zweigeschossiger und giebelständiger Satteldachbau, um Mitte 19. Jahrhundert Teilweise erhaltene Nebengebäude des ehemaligen Wirtschaftshofes, zweigeschossige Sattel- und Walmdachbauten, 19. Jahrhundert | D-3-72-137-9 Wikidata  | weitere Bilder |
| Herrenstraße 12 (Standort)        | Hausmadonna                                                     | Im Typ der Maria vom Siege, Holz, barock, 18. Jahrhundert | D-3-72-137-11 Wikidata | BW             |
| Herrenstraße 13 (Standort)        | Katholische Pfarrkirche Mariä Himmelfahrt                       | Saalkirche mit eingezogenem Chor und Flankenturm mit Zwiebelhaube, Langhaus 1737/38, Turm und Chor 1766/69, mit Ausstattung Annakapelle, Saalbau mit Satteldach und Zwiebeldachreiter über der Fassade, 1686, mit Ausstattung Schmiedeeisenkreuz, spätklassizistisch, um 1875 | D-3-72-137-12 Wikidata | weitere Bilder |
| Holzapfelstraße 3 (Standort)      | Ehemaliges Schulhaus                                            | Zweigeschossiger Walmdachbau mit Schweifgiebel, Zwerchhaus, und Putzverzierungen, neubarock, um 1910 | D-3-72-137-13 Wikidata | BW             |
| Jahnstraße 40 (Standort)          | Turnhalle                                                       | Mansarddachbau mit Seitenrisaliten und Mittelrisalit mit Glockendach, Werksteingliederungen in Granit, neubarock, um 1910 | D-3-72-137-14 Wikidata | Turnhalle      |
| Lamer Straße 7 (Standort)         | Villa Vera                                                      | Zweigeschossiger Mansardwalmdachbau mit Erkern und dreigeschossigen Mittelrisalit mit Welscher Haube, um 1900 | D-3-72-137-16 Wikidata | BW             |
| Ludwigstraße 11 (Standort)        | Ehemaliges Kammmacherhaus                                       | Eingeschossiger und giebelständiger Halbwalmdachbau mit Fußwalm und Putzgliederungen, bezeichnet mit „1781“, rückwärtiger Seitenflügel, zweigeschossiger Steilwalmdachbau, wohl älter | D-3-72-137-15 Wikidata | BW             |
| Marktstraße (Standort)            | Brunnen                                                         | Achteckiges Brunnenbecken mit Eckbetonungen, Granit, 1800, Brunnenpfeiler mit Marienfigur, Gusseisen, bezeichnet mit „1903“ | D-3-72-137-22 Wikidata | Brunnen        |
| Marktstraße 16 (Standort)         | Ehemaliges Rathaus                                              | Zweigeschossiger und traufständiger Halbwalmdachbau mit Uhrturm, Zwiebelhaube, Laterne und Werksteingliederungen in Granit, im Kern spätmittelalterlich, Ausbau im 18. Jahrhundert, erneuert 1939/40 | D-3-72-137-17 Wikidata | weitere Bilder |
| Marktstraße 18 (Standort)         | Wohn- und Geschäftshaus                                         | Dreigeschossiger Walmdachbau mit Putzprofilen und Geschossabsätzen, um 1800 | D-3-72-137-18 Wikidata | BW             |
| Marktstraße 29 (Standort)         | Zugehöriges Rückgebäude                                         | Zweigeschossiger Flachsatteldachbau mit Kniestock und vorgesetzter zweigeschossiger Laubengang mit Pultdach, 1863 | D-3-72-137-19 Wikidata | BW             |
| Marktstraße 34 (Standort)         | Wohnhaus                                                        | Zweigeschossiger und traufständiger Flachsatteldachbau mit Kniestock, Putz- und Stuckverzierungen und holzgeschnitzter Haustür, neubarock, Ende 19. Jahrhundert | D-3-72-137-20 Wikidata | BW             |
| Marktstraße 38 (Standort)         | Katholische Kirche St. Veit, sogenannte Marktkirche             | Saalbau mit Walmdach, eingezogenem Chor mit Chorturm und Pilastergliederungen, frühbarock, ab 1645, Chor und Turm 1696/97 erneuert, bezeichnet mit „1696“; mit Ausstattung | D-3-72-137-21 Wikidata | weitere Bilder |
| Torstraße (Standort)              | Friedhof                                                        | Mit spätklassizistischen, historistischen und neugotischen Grabdenkmälern des 19. Jahrhunderts | D-3-72-137-4 Wikidata  | BW             |
| Weißenregener Straße 4 (Standort) | Brauereigasthof Lindner-Bräu                                    | Dreiflügeliger und dreigeschossiger Walmdachbau mit Durchfahrt, Mitte 19. Jahrhundert, neubarocker Schweifgiebel mit Erker um 1910 | D-3-72-137-24 Wikidata | BW             |

### Arndorf
| Lage                               | Objekt      | Beschreibung | Akten-Nr.              | Bild |
| ---------------------------------- | ----------- | --- | ---------------------- | ---- |
| Pfingstreiterstraße 139 (Standort) | Waldlerhaus | Zweigeschossiger Satteldachbau mit verputztem Blockbauobergeschoss und Giebelschrot, erste Hälfte 19. Jahrhundert | D-3-72-137-25 Wikidata | BW   |

### Bachmaierholz
| Lage                        | Objekt                                           | Beschreibung | Akten-Nr.              | Bild |
| --------------------------- | ------------------------------------------------ | --- | ---------------------- | ---- |
| In Bachmaierholz (Standort) | Wallfahrtskapelle Zur Schmerzhaften Muttergottes | Saalbau mit gezogenem Chor, Satteldach und verschindeltem Dachreiter mit Zwiebelhaube, 1746, Langhaus 1791 erneuert; mit Ausstattung | D-3-72-137-26 Wikidata | BW   |

### Bärndorf
| Lage                  | Objekt     | Beschreibung | Akten-Nr.              | Bild |
| --------------------- | ---------- | --- | ---------------------- | ---- |
| Bärndorf 5 (Standort) | Bauernhaus | Zweigeschossiger und giebelständiger Wohnstallbau mit Satteldach, Blockbau-Obergeschoss und Seitenschrot (ursprünglich Umlauf-Balkon), gewölbter Stall, bezeichnet mit „1877“ | D-3-72-137-27 Wikidata | BW   |

### Bonried
| Lage                  | Objekt                   | Beschreibung                                                                                                | Akten-Nr.              | Bild |
| --------------------- | ------------------------ | --- | ---------------------- | ---- |
| Kieslau 52 (Standort) | Zugehöriges Austragshaus | Zweigeschossiger Blockbau mit Satteldach, umlaufendem Schrot und Giebelschrot, erste Hälfte 19. Jahrhundert | D-3-72-137-28 Wikidata | BW   |

### Buchberg bei Wettzell
| Lage                                    | Objekt                      | Beschreibung                                                                                                 | Akten-Nr.              | Bild |
| --------------------------------------- | --------------------------- | --- | ---------------------- | ---- |
| Buchberg bei Wettzell 10 1/2 (Standort) | Wohnteil eines Bauernhauses | Zweigeschossiger Flachsatteldachbau mit Blockbau-Obergeschoss und Seitenschrot, erste Hälfte 19. Jahrhundert | D-3-72-137-29 Wikidata | BW   |

### Gadsdorf
| Lage                                                   | Objekt     | Beschreibung                                                      | Akten-Nr.              | Bild |
| ------------------------------------------------------ | ---------- | ----------------------------------------------------------------- | ---------------------- | ---- |
| Langäcker, an der Straße Kötzting-Lederdorn (Standort) | Wegkapelle | Halbrund schließender Walmdachbau mit Giebeldachreiter, nach 1900 | D-3-72-137-30 Wikidata | BW   |

### Grub
| Lage                                | Objekt                         | Beschreibung | Akten-Nr.              | Bild |
| ----------------------------------- | ------------------------------ | --- | ---------------------- | ---- |
| Grubmühle 7; Grubmühle 9 (Standort) | Grubmühle, ehemaliges Wohnhaus | Zweigeschossiger und traufständiger Flachsatteldachbau mit Blockbau-Kniestock und Giebelschrot, 1860 Anschließendes Mühlengebäude, eingeschossiger Blockbau mit Frackdach, bezeichnet mit „1865“ | D-3-72-137-31 Wikidata | BW   |

### Haus
| Lage               | Objekt      | Beschreibung | Akten-Nr.              | Bild |
| ------------------ | ----------- | --- | ---------------------- | ---- |
| Haus 34 (Standort) | Waldlerhaus | Eingeschossiger und traufständiger Flachsatteldachbau mit Kniestock-Blockbau und Giebelschrot, erste Hälfte 19. Jahrhundert | D-3-72-137-32 Wikidata | BW   |

### Hofern
| Lage                                     | Objekt                  | Beschreibung | Akten-Nr.              | Bild |
| ---------------------------------------- | ----------------------- | --- | ---------------------- | ---- |
| Hofern 10, südlich der Straße (Standort) | Ehemaliges Wohnstallbau | Zweigeschossiger und traufständiger Satteldachbau mit verbrettertem Blockbau-Obergeschoss, Ende 19. Jahrhundert | D-3-72-137-34 Wikidata | BW   |

### Höfing
| Lage                                                 | Objekt      | Beschreibung                                                                                               | Akten-Nr.              | Bild |
| ---------------------------------------------------- | ----------- | --- | ---------------------- | ---- |
| Pointen, östlich vom Steinbühler Friedhof (Standort) | Wieskapelle | Halbrund schließender Walmdachbau mit verbrettertem Giebel, zweite Hälfte 19. Jahrhundert, mit Ausstattung | D-3-72-137-33 Wikidata | BW   |

### Kaitersbach
| Lage                               | Objekt      | Beschreibung                                                                                               | Akten-Nr.              | Bild |
| ---------------------------------- | ----------- | --- | ---------------------- | ---- |
| Kaitersbacher Straße 55 (Standort) | Waldlerhaus | Zweigeschossiger und traufständiger Satteldachbau mit Blockbau-Obergeschoss, zweite Hälfte 19. Jahrhundert | D-3-72-137-35 Wikidata | BW   |

### Kammern
| Lage                  | Objekt                               | Beschreibung | Akten-Nr.              | Bild |
| --------------------- | ------------------------------------ | --- | ---------------------- | ---- |
| Kammern 16 (Standort) | Zugehöriges ehemaliges Wohnstallhaus | Zweigeschossiger und traufständiger Flachsatteldachbau mit Putzbänderung und ornamentierter Fensterrahmung, Mitte 19. Jahrhundert | D-3-72-137-36 Wikidata | BW   |

### Kieslau
| Lage                              | Objekt                          | Beschreibung | Akten-Nr.              | Bild |
| --------------------------------- | ------------------------------- | --- | ---------------------- | ---- |
| Kieslau 21 (Standort)             | Zweigeschossiger Getreidekasten | Giebelständiger Blockbau mit Satteldach und Schrot, wohl 18. Jahrhundert                                                 | D-3-72-137-37 Wikidata | BW   |
| Kieslau 21; Kieslau 23 (Standort) | Waldlerhaus                     | Zweigeschossiger Flachsatteldachbau mit Blockbau-Obergeschoss, Mitte 19. Jahrhundert, ehemaliges Austragshaus von Nr. 21 | D-3-72-137-38 Wikidata | BW   |

### Leckern
| Lage                              | Objekt                                     | Beschreibung | Akten-Nr.              | Bild |
| --------------------------------- | ------------------------------------------ | --- | ---------------------- | ---- |
| Leckern 30 (Standort)             | Zugehöriges ehemaliges Bauernhaus          | Zweigeschossiger Flachsatteldachbau mit Blockbau-Obergeschoss und ornamentierten Trauf- und Giebelschroten, Mitte 19. Jahrhundert | D-3-72-137-43 Wikidata | BW   |
| Leckern 45; Leckern 47 (Standort) | Austragshaus zu Nr. 47                     | Zweigeschossiger und traufständiger Blockbau mit Flachsatteldach und Giebelschrot, zweite Hälfte 17. Jahrhundert, an der Straße Kötzting-Lederdorn; ursprünglich Wohnstallhaus von Nr. 44, bildet jetzt mit Nr. 47 die Form einer Dreiseitanlage                                                                      | D-3-72-137-42 Wikidata | BW   |
| Leckern 45; Leckern 47 (Standort) | Zugehöriger Getreidekasten                 | Traufständiger Blockbau mit Satteldach und Stangenschrot, 19. Jahrhundert | D-3-72-137-41 Wikidata | BW   |
| Leckern 50 (Standort)             | Ehemaliges Austragshaus zur Leckernermühle | Zweigeschossiger und traufständiger Satteldachbau mit Blockbau-Obergeschoss und seitlichem Stangenschrot, Mitte 19. Jahrhundert | D-3-72-137-40 Wikidata | BW   |
| Leckern 51; In Leckern (Standort) | Leckernermühle                             | Wohnstallhaus mit zweigeschossigem Satteldachbau mit Blockbau-Obergeschoss, verschindeltem Giebel und Schroten, Ende 18. Jahrhundert Westlicher Anbau der ehemaligen Mühle, zweigeschossiger Satteldachbau mit Blockbau-Obergeschoss Stadel, auf Bruchsteinpfeilern aufgeständerter, verbretterter Frackdachbau, 1894 | D-3-72-137-39 Wikidata | BW   |

### Ludwigsberg
| Lage                                               | Objekt      | Beschreibung | Akten-Nr.              | Bild |
| -------------------------------------------------- | ----------- | --- | ---------------------- | ---- |
| Ludwigsberganlagen, auf dem Ludwigsberg (Standort) | Ludwigsturm | Quadratischer Bau in der Art eines mittelalterlichen Wehrturms, aus Backstein, mit aufgeputzter Quaderung, zweiteiligen Werksteinfenstern, bekrönenden Ecktürmchen und Zinnenkranz, auf Bruchsteinmauerwerksockel mit Freitreppe, gestiftet vom königlichen Landrichter Carl von Paur zum Gedenken an Kaiser Ludwig den Bayern, erbaut von Maurermeister Johann Wilhelm, 1849–51 | D-3-72-137-64 Wikidata | BW   |

### Regenstein
| Lage                                                             | Objekt      | Beschreibung                                                                              | Akten-Nr.              | Bild |
| ---------------------------------------------------------------- | ----------- | ----------------------------------------------------------------------------------------- | ---------------------- | ---- |
| Regenstein 15, über dem linken Ufer des Weißen Regens (Standort) | Waldkapelle | Halbrund schließender Walmdachbau mit Giebeldachreiter, neugotisch, 1887, mit Ausstattung | D-3-72-137-44 Wikidata | BW   |

### Ried am See
| Lage                     | Objekt        | Beschreibung | Akten-Nr.              | Bild |
| ------------------------ | ------------- | --- | ---------------------- | ---- |
| Ried a.See 17 (Standort) | Wohnstallhaus | Zweigeschossiger und giebelständiger Satteldachbau mit Blockbau-Obergeschoss, Ende 19. Jahrhundert Traidkasten, geständerter und traufständiger Satteldachbau, Mitte 19. Jahrhundert | D-3-72-137-45 Wikidata | BW   |

### Sackenried
| Lage                    | Objekt                                      | Beschreibung | Akten-Nr.              | Bild           |
| ----------------------- | ------------------------------------------- | --- | ---------------------- | -------------- |
| Sackenried 1 (Standort) | Katholische Filialkirche Vierzehn Nothelfer | Saalbau mit leicht eingezogenem Chor, Walmdach und Fassadenturm mit Zwiebelhaube, Chor spätgotisch, Langhaus zweite Hälfte 17. Jahrhundert, mit Ausstattung Seelenkapelle, Saalbau mit Satteldach und verschindeltem Dachreiter, 17./18. Jahrhundert, südlich Ringförmige Friedhofsmauer mit Spitzbogentor, Granit, 16. Jahrhundert | D-3-72-137-46 Wikidata | weitere Bilder |

### Sperlhammer
| Lage                      | Objekt               | Beschreibung | Akten-Nr.              | Bild |
| ------------------------- | -------------------- | --- | ---------------------- | ---- |
| Sperlhammer 20 (Standort) | Ehemaliges Hammergut | Dreiflügelanlage mit Herrenhaus, zweigeschossiger und traufständiger Halbwalmdachbau mit Gesimsgliederung, nach Westen mit Terrasse und Eisenzaun, Biedermeier, bezeichnet mit „1837“ Scheune, traufständiger Halbwalmdachbau, 1837 Im Hof großes Wassergrant, Granit, bezeichnet mit „1853“ und „1857“ | D-3-72-137-47 Wikidata | BW   |

### Steinbühl
| Lage                                  | Objekt                                   | Beschreibung | Akten-Nr.              | Bild           |
| ------------------------------------- | ---------------------------------------- | --- | ---------------------- | -------------- |
| Steinbühl 15; Steinbühl 19 (Standort) | Katholische Expositurkirche St. Nikolaus | Saalbau mit eingezogenem Chor, Walmdach und Chorflankenturm mit Zwiebelhaube, im Kern gotisch, Mitte 14. Jahrhundert, im 17./18. Jahrhundert ausgebaut, Langhaus und Chor 1923 erweitert, mit Ausstattung Friedhofsmauer aus Granitbruchstein, zum Teil noch mittelalterlich | D-3-72-137-48 Wikidata | weitere Bilder |

### Weißenregen
| Lage                                     | Objekt                                                               | Beschreibung | Akten-Nr.              | Bild           |
| ---------------------------------------- | -------------------------------------------------------------------- | --- | ---------------------- | -------------- |
| Am Roten Steg; Kirchbühlgasse (Standort) | Kreuzweg von der Stadt Bad Kötzting zur Wallfahrtskirche Weißenregen | 14 Stationen als Granitpfeiler mit Terracottareliefs, wohl um 1900 | D-3-72-137-50 Wikidata | weitere Bilder |
| Weißenregen 74 (Standort)                | Katholische Wallfahrts- und Filialkirche Mariä Himmelfahrt           | Saalkirche mit eingezogenem Chor, Sakristeianbau, Walmdach und Fassadenturm mit Zwiebelhaube und Laterne, nach 1750–1756; mit Ausstattung Antoniuskapelle, eingeschossiger Pultdachbau mit verblechtem Zwiebeldachreiter, 1692; an der Südseite des Kirchturms Friedhofsmauer, Granitbruchstein, wohl 18. Jahrhundert, zum Teil erneuert | D-3-72-137-49          | weitere Bilder |

### Wettzell
| Lage                               | Objekt                                 | Beschreibung | Akten-Nr.              | Bild                       |
| ---------------------------------- | -------------------------------------- | --- | ---------------------- | -------------------------- |
| Trum 5 (Standort)                  | Waldlerhaus, Wohnstallhaus             | Zweigeschossiger und traufständiger Blockbau mit Satteldach und Giebelschrot, teilweise massiv, Mitte 19. Jahrhundert, Dach später erhöht | D-3-72-137-54 Wikidata | Waldlerhaus, Wohnstallhaus |
| Trum 13 (Standort)                 | Wohnstallhaus                          | Zweigeschossiger und traufständiger Satteldachbau mit Blockbau-Obergeschoss, Mitte 19. Jahrhundert, Dachaufbau später | D-3-72-137-63 Wikidata | Wohnstallhaus              |
| Trum 41 (Standort)                 | Wohnstallhaus                          | Eingeschossiger und giebelständiger Blockbau mit Flachsatteldach, verschalt und verputzt, 18. Jahrhundert | D-3-72-137-57 Wikidata | Wohnstallhaus              |
| Wettzell 5; In Wettzell (Standort) | Katholische Pfarrkirche St. Laurentius | Saalbau mit Satteldach, eingezogenem Chor, Chorflankenturm und Sakristeianbau, Granitquaderbau mit Terrakotta-Maßwerken, Chor und Turmunterbau spätgotisch, Langhaus und Turmaufbau neugotisch, 1848; mit Ausstattung Friedhofsmauer aus Granitbruchstein, spätmittelalterlich | D-3-72-137-51 Wikidata | weitere Bilder             |

### Zeltendorf
| Lage                        | Objekt                   | Beschreibung | Akten-Nr.              | Bild |
| --------------------------- | ------------------------ | --- | ---------------------- | ---- |
| Rieder Straße 41 (Standort) | Bauernhaus, Wohnstallbau | Zweigeschossiger und traufständiger Satteldachbau mit Blockbau-Obergeschoss und Seitenschrot, erste Hälfte 19. Jahrhundert | D-3-72-137-61 Wikidata | BW   |
| Zeltendorf 46 (Standort)    | Waldlerhaus              | Eingeschossiger und traufständiger Flachsatteldachbau, mit Blockbau-Kniestock und Firstsäule, 18. Jahrhundert              | D-3-72-137-60 Wikidata | BW   |

## Ehemalige Baudenkmäler
In diesem Abschnitt sind Objekte aufgeführt, die früher einmal in der Denkmalliste eingetragen waren, jetzt aber nicht mehr. Objekte, die in anderem Zusammenhang also z. B. als Teil eines Baudenkmals weiter eingetragen sind, sollen hier nicht aufgeführt werden. Aktennummern in diesem Abschnitt sind ehemalige, jetzt nicht mehr gültige Aktennummern.

| Lage                                    | Objekt                    | Beschreibung | Akten-Nr.              | Bild                      |
| --------------------------------------- | ------------------------- | --- | ---------------------- | ------------------------- |
| Trum 3 (Standort)                       | Bauernhaus, Wohnstallhaus | Zweigeschossiger und giebelständiger Satteldachbau mit Blockbau-Obergeschoss und Seitenschrot, Mitte 19. Jahrhundert                      | D-3-72-137-53 Wikidata | Bauernhaus, Wohnstallhaus |
| Wettzell Wiesinger Straße 65 (Standort) | Austragshäusel            | Zweigeschossiger und traufständiger Satteldachbau, zweite Hälfte 18. Jahrhundert, Obergeschoss wohl im 19. Jahrhundert in Ziegel erneuert | D-3-72-137-55 Wikidata | BW                        |